# زالاکومار
زالاکومار (به مجاری:  Zalakomár) یک منطقهٔ مسکونی در مجارستان است که در زالا واقع شده‌است.